# Australian Championships 1965
Gli Australian Championships 1965 (conosciuto oggi come Australian Open) sono stati la 53ª edizione degli Australian Championships e prima prova stagionale dello Slam per il 1965. Si è disputato dal 22 gennaio al 1º febbraio 1965 sui campi in erba del Kooyong Stadium di Melbourne in Australia. Il singolare maschile è stato vinto dall'australiano Roy Emerson, che si è imposto sul connazionale Fred Stolle in 5 set. Il singolare femminile è stato vinto dall'australiana Margaret Court, che ha battuto la brasiliana Maria Bueno che si è ritirata in finale. Nel doppio maschile si è imposta la coppia formata da John Newcombe e Tony Roche, mentre nel doppio femminile hanno trionfato Margaret Smith Court e Lesley Turner Bowrey. Il doppio misto è stato vinto da Robyn Ebbern e Owen Davidson.

## Risultati

### Singolare maschile
Roy Emerson ha battuto in finale  Fred Stolle con il punteggio di 7–9, 2–6, 6–4, 7–5, 6–1

### Singolare femminile
Margaret Court ha battuto in finale  Maria Bueno che si è ritirata sul punteggio di 5–7, 6–4, 5–2

### Doppio maschile
John Newcombe /  Tony Roche hanno battuto in finale  Roy Emerson /  Fred Stolle con il punteggio di 3–6, 4–6, 13-11, 6–3, 6–4

### Doppio femminile
Margaret Smith Court /  Lesley Turner Bowrey hanno battuto in finale  Robyn Ebbern /  Billie Jean Moffitt con il punteggio di 1–6, 6–2, 6–3

### Doppio misto
Robyn Ebbern /  Owen Davidson e  Margaret Smith Court /  John Newcombe si sono divisi il titolo